# Логунов Віктор Олексійович
Логунов Віктор Олексійович (21 липня 1944 — 10 жовтня 2022) — радянський велогонщик.
Срібний призер Олімпійських Ігор 1964 року на тандемах.